# Заголовок
Заголовок — окреме слово, речення, словосполучення або комбінація інших символів, що передують фрагменту тексту, позначаючи його назву. При наявності комплексних текстів, заголовок може бути багаторівневим, називаючи як весь текст, так і його окремі частини. Зазвичай, для написання заголовка використовують більш великий, виділений або інший стиль шрифту, заголовок також може писатись по центру. Разом із визначенням, анотацією, буквицею, параграфами полегшує сприйняття тексту в цілому.

## Функції заголовка
У тексті будь-якого твору заголовки виконують кілька важливих функцій. Найголовніші:
- структурування значного за обсягом текстового чи ілюстративного матеріалу на окремі частини;
- полегшення роботи читача з виданням;
- організація процесу читання;
- осмислення окремих частин прочитаного; підготовка читача до сприйняття нового, відносно закінченого, цілого;
- забезпечення зручності в пошуку вибіркової інформації;
- акцентування на окремих частинах тексту, сприйняття, глибше його засвоєння;
- підсилення довідкової функції книги, спрощення пошуку частин твору чи видання.

## Класифікація заголовків
Заголовки розрізняють за такими функціональними ознаками:
- за змістом;
- за місцем розташування;
- за формою зображення.

За змістом заголовки поділяються на:
- тематично прості;
- тематично складні.

За формою зображення розрізняють заголовки:
- нумераційні;
- літерні;
- німі.

За місцем розташування на шпальті виділяють заголовки:
- заголовки на шмуцтитулі;
- заголовок шапкою;
- заголовок у розріз із текстом;
- заголовок у підбір із текстом;
- заголовок віконцем;
- заголовок боковиком.